# Шолданешти
Шолдане́шти (рум. Șoldănești, Шолденешть) — місто в Молдові, центр Шолданештського району.